# 陳劉慧
陳劉慧（越南语：／；1832年—1907年），原名陳嘉善（越南语：／），後改名陳劉惠（越南语：／），成泰十三年（1901年）改今名，越南阮朝官員。

## 生平
陳劉慧是承天府豐田縣永昌總永昌社（今屬承天順化省豐田縣田門社永昌村）人，明命十三年（1832年）出生。嗣德二十年（1867年），陳劉慧參加承天場鄉試，考中舉人。此前分別在嗣德八年（1855年）、十一年（1858年）、十七年（1864年）三科鄉試中考取秀才。
嗣德二十二年（1869年），陳劉慧初入仕途，授典籍，領編修，充機密院行走。嗣德二十五年（1872年），權領主事，仍充機密院行走。次年（1873年）正月，實授編修。七月，權充員外郎。嗣德二十七年（1874年），加升侍講，領員外郎，仍充機密院行走。十月，奉命勘探、測繪承天府以北諸省地圖。
嗣德二十九年（1876年）十二月，海安總督范富庶、海陽巡撫阮增阭、清化布政使張光憻聯名上奏，認為陳劉慧堪任大省按察使。次年（1877年）八月，陳劉慧回京升授郎中，特旨改為鴻臚寺卿，佐理戶部，專職負責漕運、商舶事務。十一月，再改佐理兵部。十二月，再改佐理吏部。
嗣德三十一年（1878年）正月，陳劉慧再改佐理工部。二月，以鴻臚寺卿銜，調領平順布政使。嗣德三十三年（1880年）正月，升署平順布政使。三月，權領順慶巡撫。嗣德三十五年（1882年）十月，和典農副使阮通一起與法屬交趾支那當局勘定平順、邊和二省山地邊界。
嗣德三十六年（1883年）正月，陳劉慧實授布政使一職，仍權領順慶巡撫。十二月，改權領安靜總督。建福元年（1884年）閏五月，再改權護平富總督。七月，升署巡撫銜，仍權充平富總督。咸宜元年（1885年）三月，改署吏部右參知，協理水師，充機密院參辦。五月，改署巡撫銜，領安靜總督。十一月，實授巡撫，仍領安靜總督。同慶元年（1886年）正月，免去總督一職，回京候旨。六月，改授戶部左參知。八月，兼管都察院。九月，充任河南場鄉試主考。
同慶二年（1887年）九月，陳劉慧被派往北圻經略衙任職，由胡麗接替戶部參知，兼管都察院。同慶三年（1888年）七月，升授山興宣總督。十二月，因阮有度去世，陳劉慧暫代北圻經略使一職。
成泰二年（1890年）七月，黃高啟改任北圻經略使，陳劉慧年事已高，留河內待職，不久改授河安總督。成泰五年（1893年）正月，升署協辦大學士，仍領河安總督。次年（1894年）正月，實授協辦大學士。八月，充任北圻经略衙商佐。成泰九年（1896年）七月，加授太子少保，充北圻統使府案座閱辦（案座即司法部門）。
成泰十年（1898年）九月，陳劉慧改領定寧總督。成泰十三年（1901年）五月，升東閣大學士致事。
成泰十九年（1907年）五月，陳劉慧去世，壽七十六歲。

## 榮譽
成泰元年（1889年），陳劉慧獲賜四項龍佩星、三項龍佩星各一面。成泰二年（1890年），獲賜二項龍佩星一面。成泰四年（1892年），因1891年巨陀之戰剿匪有功，獲賜二項金磬一面。成泰五年（1893年），獲賜法國榮譽軍團勳章騎士勳位（五項北斗佩星）一面。

## 家庭
幼女適楊琳之子，舉人楊嗣璠，後官至知府。:40